# Zulfiqar Mirza
Zulfiqar Mirza ou Zulfikar Mirza (en ourdou : ذوالفقار مرزا), né le 12 janvier 1954 à Hyderabad, est un homme politique pakistanais, membre de la Grande alliance démocratique après avoir quitté le Parti du peuple pakistanais en 2018. 
Zulfiqar Mirza est très influent dans le district de Badin ainsi qu'à Hyderabad et Karachi, particulièrement dans le quartier Lyari. Il est élu plusieurs fois député du Sind à l'Assemblée provinciale et a occupé plusieurs postes de ministre dans le gouvernement du Sind, dont ministre de l'intérieur de juin 2008 à juin 2011.
C'est un personnage controversé car accusé d'être impliqué dans la mafia de Karachi. Zulfiqar Mirza est en conflit avec le Mouvement Muttahida Qaumi, le premier parti politique de Karachi, qu'il accuse d'être responsable des larges violences qui frappent la ville depuis plusieurs dizaines d'années. Les opposants de Mirza l'accusent également d'être responsable des violences.

## Vie personnelle

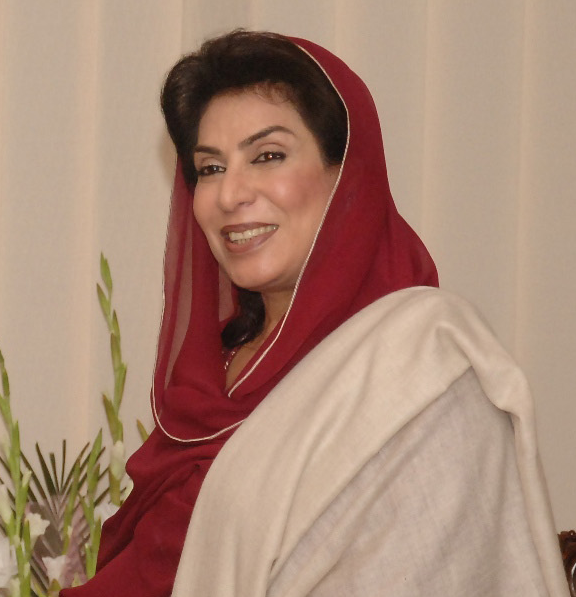
Fahmida Mirza, épouse de Zulfiqar.

Zulfiqar Mirza est né à Hyderabad le 12 janvier 1954 d'une famille influente de la ville. Il se marie à Fahmida Mirza, également originaire d'une famille influente de la ville. Elle sera notamment présidente de l'Assemblée nationale du Pakistan entre 2008 et 2013. Depuis sa jeunesse, Zulfiqar est ami avec Asif Ali Zardari, époux de Benazir Bhutto.
Zulfiqar Mirza et sa femme commencent à s'implanter dans le district de Badin à la fin des années 1980, où ils deviennent propriétaires d'une usine de sucre.

## Carrière politique

### Ascension au sein du PPP
Zulfiqar Mirza est élu député à l'Assemblée nationale lors des élections législatives de 1993 pour le district de Badin, battant le frère dissident de Benazir, Murtaza Bhutto. Il aide ainsi le Parti du peuple pakistanais à s'implanter dans cette région reculée.
Lors des élections législatives de 2008, il est élu député local à l'Assemblée provinciale du Sind, obtenant près de 70 % des voix dans une circonscription du district de Badin. Le Parti du peuple pakistanais remportait alors l'élection au niveau national et plus encore au niveau de la province du Sind où il obtient la majorité absolue à l'Assemblée du Sind.
Zulfiqar Mirza devient alors ministre de l'Intérieur du Sind, position stratégique alors que la ville de Karachi, capitale politique de la province et capitale économique du pays (environ 15 millions d'habitants), est dans un climat de violences intenses (voir criminalité à Karachi) dont les causes, ethniques et politiques, sont complexes.

### Départ du PPP
En 2010 et 2011, les violences à Karachi se sont multipliées ainsi que les tensions politiques. Zulfiqar Mirza a accusé le Muttahida Qaumi Movement (MQM, le parti politique qui domine la ville en représentant l'ethnie muhadjire) d'être responsable des violences. Au contraire, les opposants de Mirza l'accusent d'être responsable des meurtres par sa position de ministre de l'Intérieur. Les propos de Mirza ont conduit plusieurs fois le MQM à quitter la coalition gouvernementale au niveau national, menaçant la majorité du Parti du peuple pakistanais.
En juin 2011, Zulfiqar Mirza est renvoyé de son poste de ministre dans le Sind, puis le 28 août 2011 il annonce qu'il démissionne de son siège à l'Assemblée lors d'un discours devant ses partisans à Karachi et continue d'accuser le MQM ainsi que le ministre fédéral de l'Intérieur, Rehman Malik. Il provoque ainsi des divisions au sein de son propre parti et entre en conflit avec son président Asif Ali Zardari. Il est expulsé du comité central exécutif en 2015. 
À l'occasion des élections législatives de 2018, il prend ses distances avec le PPP en se présentant sous la nouvelle étiquette de la Grande alliance démocratique dominée par la Ligue musulmane du Pakistan (F), rivale du PPP dans la province du Sind. La ligue concède à la famille Mirza cinq candidatures sur les sept disponibles à Badin. Avec près de 37 % des voix, Zulfiqar perd son siège de député provincial lors de ce scrutin, étant largement distancié par le candidat du PPP,. Sa femme conserve en revanche son siège de députée nationale et un de leurs fils est élu député provincial,.  